# Гамфрі Рудге
Гамфрі Рудге (нід. Humphrey Rudge, нар. 15 серпня 1977, Гелен) — нідерландський футболіст суринамського походженя, що грав на позиції захисника.
Виступав, зокрема, за «Роду», з якою став володарем Кубка Нідерландів, а також молодіжну збірну Нідерландів.

## Клубна кар'єра
Народився 15 серпня 1977 року в місті Гелен в родині суринамського футболіста, який прибув дол Нідерландів грати у місцевих клубах. Вихованець футбольної школи клубу «Рода». Дорослу футбольну кар'єру розпочав 1996 року в основній команді того ж клубу, в якій провів десять сезонів, взявши участь у 90 матчах чемпіонату. За цей час двічі виборов титул володаря Кубка Нідерландів у 1997 та 2000 роках, а також грав на правах оренди за «Спарту» (Роттердам) та «ВВВ-Венло».
З 2005 року виступав за кіпрський «Аполлон», де зіграв лише кілька матчів і наступного року перейшов у шотландський «Гіберніан», зігравши 6 ігор чемпіонату. 
У сезоні 2005/06 знову грав за рідну «Роду», а потім став гравцем друголігового «Валвейка». Рідко виходячи на поле, Рудге завершив кар’єру в червні 2009 року через регулярні травми колін.

## Виступи за збірну
2000 року залучався до складу молодіжної збірної Нідерландів, з якою брав участь у молодіжному чемпіонаті Європи 2000 року, де нідерландці не вийшли з групи. Всього на молодіжному рівні зіграв у 9 офіційних матчах.

## Скаутська кар'єра
У вересні 2009 року Рудге став скаутом англійського клубу «Сандерленд». У січні 2013 року продовжив кар'єру скаута у ПСВ.